# Memento Mori (Computerspiel)
Memento Mori ist ein Point-and-Click-Adventure des tschechischen Entwicklerstudios Centauri Production aus dem Jahr 2008.

## Handlung
Im Sankt Petersburger Museum Eremitage fallen eines Nachts die Sicherheitssysteme aus. Am nächsten Morgen weist ein Gemälde Beschädigungen auf, es scheint aber nichts gestohlen worden zu sein. Der für die Sicherheit des Museums zuständige Oberst Ostankovich soll in Kürze für seine Verdienste ausgezeichnet werden, weshalb er einerseits den Vorkommnissen auf den Grund gehen, andererseits aber kein Medienecho hervorrufen will. Ostankovitch hält den ehemaligen Kunstfälscher Maxim „Max“ Durand für den geeigneten Mann, den Fall zu untersuchen. Da dieser auf Ostankovich nicht gut zu sprechen ist, überredet er seine ehemalige Mitarbeiterin und jetzige Interpol-Agentin Larisa „Lara“ Svetlova, Durand für die Aufgabe zu gewinnen, was ihr auch gelingt. Der Spieler steuert nun abwechselnd Durand und Svetlova, um die Hintergründe der Geschehnisse in der Eremitage zu ermitteln, und bereist dabei fünf europäische Länder. Die beiden decken eine Serie von Kunstdiebstählen auf, bei denen Gemälde von Künstlern entwendet wurden, die kurz nach Vollendung ihrer Werke verstorben sind. Alle Gemälde zeigen, teils unter anderen Farbschichten verdeckt, einen mysteriösen Todesengel. Hinter den Diebstählen steckt die Sekte Ikuinen Nukkuja, in deren finnischem Hauptquartier Durand und Svetlova schließlich dem Todesengel selbst gegenüberstehen.

## Spielprinzip und Technik
Memento Mori ist ein 3D-Point-and-Click-Adventure. Aus Polygonen zusammengesetzte, dreidimensionale Figuren agieren vor vorgerenderten Kulissen. Mit der Maus kann der Spieler seine Spielfigur durch die Örtlichkeiten bewegen und mit den Maustasten Aktionen einleiten, die den Spielcharakter mit seiner Umwelt interagieren lassen. Maxim und Lara können so Gegenstände finden, sie auf die Umgebung oder andere Gegenstände anwenden und mit NPCs kommunizieren. Mit fortschreitendem Handlungsverlauf werden weitere Orte freigeschaltet. Die Kamera zeigt dabei das Geschehen aus einer festen Perspektive; verlässt der Spieler innerhalb eines Raumes das Sichtfeld, wechselt die Kamera zu einer anderen Position.
Dialoge laufen nach einem stark vereinfachten System ab. Während der Spieler in vergleichbaren Spielen häufig zwischen verschiedenen Sätzen wählen kann, die die Spielfigur sagen soll, kann er in Memento Mori zwischen Stimmungen wählen, die den Charakter der Aussagen der Spielfigur beeinflussen; im Regelfall sind dies lediglich die Optionen „positiv“ (motivierend, bejahend) oder „negativ“ (abwehrend, verneinend).

## Produktionsnotizen
Mit Gooka und The Fifth Disciple hatte das Entwicklerstudio Centauri Production zuvor zwar bereits Adventures produziert, war damit aber bei Kritikern wie Publikum durchgefallen. Für Memento Mori wurde eine neue Engine namens CPAL3D von Grund auf neu entwickelt. Der lateinische Titel Memento Mori bedeutet im Deutschen etwa „Denke daran, dass du stirbst“. In der deutschen Synchronisation werden die beiden Protagonisten von Nana Spier und Sascha Draeger gesprochen, Durands Bruder von Dero Goi, dessen Bandkollegen kleinere Rollen einsprachen. Der Soundtrack des Spiels wurde vom tschechischen Komponisten Lumír Hrma erstellt und parallel zum Erscheinen des Spiels gesondert veröffentlicht. 2012 stellte Centauri Production das Nachfolgespiel Memento Mori 2 fertig.

## Rezeption
Auf der Wertungsaggregierungswebsite Metacritic erzielte Memento Mori 66 Punkte bei 12 Wertungen. Das Schweizer Spielemagazin GBase lobte den gelungenen Einsatz von Kommunikationsmedien wie E-Mail oder Mobiltelefon, die technisch „bemerkenswerte“ Interaktion des Spielcharakters mit Objekten der Spielumgebung und die deutsche Synchronisation. Das Magazin kritisierte hingegen, dass die Dialogoptionen fast keinen Einfluss auf das Spielgeschehen hätten und dass repetitive Animationssequenzen nicht abbrechbar seien. Das Fachmagazin Adventure-Treff hob die „sensationellen“ Licht-, Spiegel- und Schatteneffekte und das Rätseldesign positiv hervor, kritisierte aber die Leistungen der Sprecher der Nebencharaktere (insbesondere die von Goi) und den Spannungsbogen – die Geschichte nehme erst ab etwa der Hälfte des Spiels deutlich an Fahrt auf. Die PC Games lobte den Spannungsbogen des Spiels und dass man „selten (...) derart prächtige Schauplätze“ gesehen habe, kritisierte aber neben der schlechten Synchronisation, dass die Story aus Versatzstücken bekannter Spielegeschichten zusammengeklaubt sei.